# 룽쯔후구

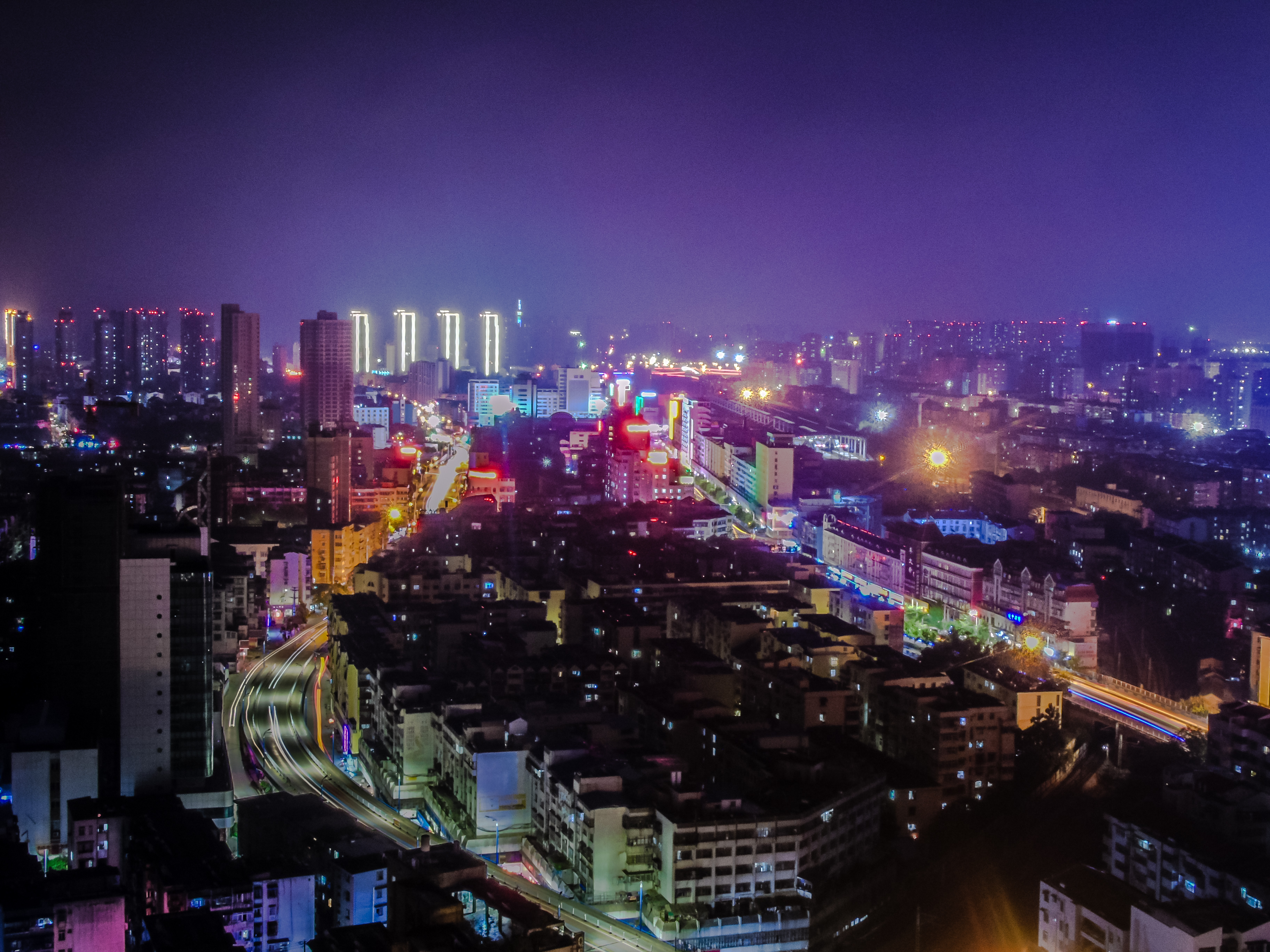

룽쯔후구(한국어: 용자호구, 중국어: 龙子湖区, 병음: Lóngzǐhú Qū)는 중화인민공화국 안후이성 벙부 시의 현급 행정구역이다. 넓이는 162km2이고, 인구는 2007년 기준으로 240,000명이다.

## 행정 구역
6개 가도, 1개 진, 1개 향을 관할한다.
- 가도변사소: 东风街道, 延安街道, 治淮街道, 东升街道, 解放街道, 曹山街道.
- 진: 长淮卫镇.
- 향: 李楼乡.